# Loewia montivaga
Loewia montivaga là một loài ruồi trong họ Tachinidae.